# Kościół maronicki w Akce
Kościół maronicki – świątynia maronicka, zlokalizowana na Starym Mieście Akki, na północy Izraela.

## Historia
Wraz z upadkiem w 1291 roku panowania krzyżowców nad Akką, miasto musieli opuścić także Maronici. Za zgodą władców osmańskich mogli powrócić w 1666 roku. Otrzymali wówczas zgodę na przejęcie i odremontowanie wcześniej istniejącego kościoła, który następnie funkcjonował pod wezwaniem św. Mikołaja. Znajduje się on w sąsiedztwie kościoła i klasztoru karmelitów pw. Kopuły Nazaretu i melchickiej Cerkwi św. Andrzeja.